# عبدالماجد دریابادی
عبدالماجد دریابادی (۱۸۹۲–۱۹۷۷) فیلسوف و متفکر مسلمان پاکستانی. دریابادی از مفسران سنی مذهب قرن چهاردهم و تفسیر او معروف به تفسیر ماجدی از تفاسیر مهم در شبه‌قاره هند بود.

## خانواده
عبدالماجد دریابادی در سال ۱۳۱۰ ق. موافق با ۱۸۹۲ م در دریاآباد، یکی از بخش‌های شهر باره ینکی. از ایالت اوتار پرادش شبه قاره هند، در خانواده ای متدین، علمی و فرهنگ دوست چشم به جهان گشود. خانواده وی از اعضای خاندان سرشناس قدوانی بود که سالیان بسیار مرجعیت قضاوت و داوری شرعی را بر عهده داشت. پدربزرگ وی مفتی مظهر کریم در جهانپور سمت فتوا را عهده‌دار بود. پس از قیام ۱۸۵۷ م، مسلمانان علیه بریتانیا به اتهام تحریک مردم به شورش و صدور فتوای جهاد بازداشت شده و به نه سال زندان محکوم شد. پدرش مولوی عبد القادر مردی فاصل و آشنا به زبانهای عربی، فارسی، اردو و انگلیسی بود. وی باوجود مدرک وکالت هیچ‌گاه از آن بهره نبرد و آموزگاری زبان فارسی را بر آن ترجیح داد. مادر عبدالماجد دریابادی، بی بی تفسیر النساء زنی نیک نام بود که به نماز و عبادت، به ویژه تهجد اهتمام می‌ورزید و باوجود تنگدستی، سخاوتمند بود.

## تحصیلات
عبدالماجد، قرآن، مسائل نخستین دین، ریاضی، زبان انگلیسی، کتاب‌هایی از ادب و حکم فارسی چون بندنامه، گلزار دبستان، کیمیای سعادت و … را در محضر آموزگاران خصوصی در منزل فرا گرفت. در سال ۱۹۰۱ م، در یکی از مدارس انگلیسی شهر سیتاپور ثبت نام کرد و به سال ۱۹۰۸ م دیپلم گرفت. سپس در «کالج کینگ، لکهنو ثبت نام کرده. در سال ۱۹۱۲ م در رشته فلسفه مدرک لیسانس گرفت. برای ادامه تحصیل در مقطع کارشناسی ارشد روان‌شناسی به دانشکده (سینت استیمتر) دهلی رفت، اما به جهت وفات پدر و برخی از مشکلات مالی تحصیل را رها کرد. وی علاوه بر تسلط به زبان انگلیسی و عربی، در فلسفه و روانشناسی نیز پژوهش‌های عمیقی انجام داد.

## استادان
از استادان بنام دریابادی می‌توان از شبلی نعمانی، ابوالکلام آزاد، سید سلیمان ندوی، شاه عبدالباری فرنگی محلی، شاعر معروف اکبر اله آبادی، مسعود علی ندوی و عبدالسلام ندوی نام برد وی شبلی نعمانی را به عنوان استاد تألیف و نگارش خود می‌شناسد و می‌نویسد: فیض علمی و ادبی را در محضر ایشان شیلی آموختم. از شخصیت‌های تأثیرگذار بر دریابادی از محمد علی جوهر انقلابی مشهور و اشرف علی تهانوی می‌توان نام برد.

## آثار دریابادی
دریابادی از روزگار کودکی و نوجوانی با قلم آشنا بود. در سن دوازده سالگی قلم به دست گرفت و برای دفاع از تعالیم اسلام مطالبی نوشت که در روزنامه (اوده اخبار) منتشر شد. هنوز پانزده شانزده سال بیشتر نداشت که رسالهای مفصل در مورد زندگی‌نامه محمود غزنوی نگاشت. و با چاپ این رساله نام خود را در جریده مصنفین ثبت کرده اما پس از پنجاه سالگی بیشترین گرایشش به قرآن و علوم قرآنی بود. به تألیف تفسیری به زبان انگلیسی و سپس اردو همت گمارده، زندگی اش را وقف این مهم کرد. افزون بر تفسیر قرآن، کتاب‌های بسیاری در دربارهٔ موضوعات قرآنی به زبان‌های انگلیسی و اردو تصنیف کرد که برخی به شرح زیر است:
1. الحیوانات فی القرآن (از اسماء حیوانات در قرآن چون حمل، بقره، فیل و غیره و افعال و صفات آنها، یک فرهنگ جامع به ترتیب حروف تهجی ترتیب داده‌است)
2. ارض القرآن، یا جغرافیای قرآنی: شامل مکان‌های جغرافیایی مذکور در قرآن امثال ملک، شهر، کوه، دریا و غیره است، مانند مصر، طور، سینا، کنعان و غیره.
3. اعلام القرآن با شخصیت‌های قرآنی: دربارهٔ تمام گونه‌های اعلام قرآنی تحت ۱۵۸ عنوان جن، انس و ملائکه، مانند آدم، آزر، فرعون و غیره.
4. سیره نبوی قرآنی، در این اثر سیرت رسول‌الله را صرفاً از قرآن اخذ کرده‌است.
5. مشکلات القرآن: مطالعه قرآن در قرن بیست میلادی.

مسائل القصص دیگر آثاری که از دریابادی تاکنون چاپ شده عبارتند از:
1. بشریت انبیا علیهم السلام: دربارهٔ فضایل انبیا بسیار نوشته شده‌است اما دریابادی دربارهٔ بشر بودن انبیا به تألیف پرداخته‌است.
2. حیاتی پس پرده مرگ
3. مبادی فلسفه
4. فلسفه اجتماع
5. فلسفه جذبات
6. حکیم الامت نقوش و تأثرات
7. آپ بیتی (بیوگرافی و خاطرات زندگی خود مؤلف)
8. مسائل تصوف
9. تصوف اسلامی
10. شرح کتاب مناجات مقبول
11. ملفوظات محمد جلال الدین رومی
12. داستان میرزا رسوا
13. یک شاگرد فرنگی غالب
14. یک شاعر بدنام اردو سرا
15. پیام اکبر
16. سیمای مردان
17. قصه‌های تمدن اسلامی
18. تاریخ تمدن
19. تاریخ اخلاق اروپا
20. سخنان راستین
21. خطبات ماجد
22. سفرنامه حجاز
23. سیاحت ماجدی

آثار ماجدی از یک سو بر معلومات و آگاهی‌های پژوهشگران حوزه دین می‌افزاید و از طرفی دیگر بر اذهان طیف وسیعی از روشن فکران معاصر اثر گذار است. تجربه گران مادی را نیز رهنمون می‌شود.

## فراز و نشیب فکری
یکی از حوادث تأسف‌انگیز و فاجعه آمیز قرنی که دریابادی در آن به سر می‌برد، یورش بی رحمانه تمدن غربی بر معیارهای مذهبی و اخلاقی بود. متأسفانه در این دوره با نگارش و پخش کتاب‌هایی که ظاهراً با دین پیوندی نداشت، مواردی از اخلاق اسلامی را که از پایه‌های پرارج تعالیم دین به‌شمار می‌رفت، نشانه گرفته بودند، به عنوان نمونه کتاب (Element of Social Science) دربارهٔ اصول و آداب همزیستی نوشته شده‌است؛ اما به شیوه ای غیر منصفانه مواردی از اخلاق اسلامی مانند حیا و عفت را که از پایه‌های مهم تعالیم دین به‌شمار می‌رود، زیر سؤال برده و گرایش‌های جنسی را یک خواسته بهنجار تن وانمود کرده دریابادی نیز از همان روزگار نوجوانی تا حدی به خواندن علاقه داشت که در مدرک تحصیلی وی قید شده بود: دانشجویی که از کتابخانه دانشگاه بیشترین استفاده را نموده‌است. همین عشق و علاقه مفرط به کتاب، باعث شد از مطالعه هیچ نوشتاری دریغ نورزد؛ بنابراین، مطالعه برخی از کتابها درونش را متزلزل کرد؛ و او را به سوی بی‌دینی سوق داد. چنان‌که با خواندن کتاب (Element of Social Science) سخت متأثر گشت و دربارهٔ پایبندی‌های اخلاق دچار شک و تردید گردید. برنامه‌های تخریبی غرب علیه اسلام در یک بعد خلاصه نمی‌شود، بلکه تمام ابعاد آیین مقدس اسلام اعم از قرآن، سیرت نبوی، رسالت پیامبر و … را در برمی گیرد. پس از مدتی، دایره المعارفی بزرگ به دست دریابادی رسید، هر چند موضوع این کتاب گزیده‌ای از بهترین متون ادبی جهان بود؛ اما روی یکی از صفحاتش تصویری وجود داشت که در زیرنویس آن آمده بود: (بانی اسلام، عکس از فلان نسخه خطی) که گویا عکس دارای بن مایه معتبری است. این نوجوان تحت تأثیر قرار گرفته، حتی به ذهنش نرسید که ممکن است این عکس و بن مایه آن دروغین و ساختگی باشد؛ بنابراین با دیدن آن عکس، تمام باور و ارادتی را که نسبت به صاحب رسالت، حضرت محمد (ص) داشت، از دست داد. رفته رفته نسبت به نماز سست و بی رغبت شد. تا جایی که از مسلمان بودن احساس عار می‌کرد؛ بنابراین علیه احکام و موضوعات دین مطلب نوشت و در مجله الناظر لکهنو به چاپ رساند. شعار وی این بود که دین و آیین‌های دینی چند روزی مهمان هستند و با رشد علوم تجربی، بساط امور دینی برچیده خواهد شد. با نگارش دو کتاب، به نامهای (دی سائیکلوجی) و (فلسفه اجتماع) به پیامبران عظام الهی دراز دستی کرد و به آنان نسبت‌های ناروایی داد. به باور وی آیینها مجموعه ای از توهمات است که به علت سوء فهم بانیان آن، یعنی پیامبران، به وجود آمده‌است. با توجه به این گونه اظهارات دریابادی بود که گروهی حکم تکفیر وی را صادر کردند؛ اما برخی از فرهیختگان معتقد بودند که او دچار سوءتفاهم گشته‌است. نزدیک به ده سال در دوری از دین به سر برد؛ ولی در این مدت احساس آرامش نداشت. جهت رسیدن به آرامش بار دیگر در صدد جستجوی حقیقت برآمد. این بار به مطالعه جهان متافیزیک روی آورد، نزدیک دو سه سالی را در این زمینه به پژوهش فلسفه و موضوعاتی که رنگ و بوی دینی و مذهبی داشتند، پرداخت که در پرتو آن، روزنه تازه ای از جهان ماورای طبیعت به رویش گشوده شد. به این حقیقت پی برد که عالم روح و معنویت، آنگونه که فلسفه مادی غرب باورمند است، بی‌پایه نیست، بلکه حقیقتی انکارناپذیر است و ماورای این جهان مادی، عالمی دیگر، برتر و بزرگ‌تر وجود دارد و نظر قطعی و تفسیر نهایی از آن تجربه گرایان نیست. ماجدی در این مرحله گامهایی هر چند کوتاه به سوی معنویت برداشته بود؛ اما برجسته‌ترین عاملی که در بازگشت وی به سوی معنویت نقش داشت، کتاب سیرت نبی شبلی نعمانی و کتاب‌های عرفان اسلامی مانند مثنوی مولانا رومی و مکتوبات مجدد الف ثانی بود. همانسان که خواندن یک کتاب و دیدن یک تصویر جعلی مایه لغزش و ایجاد شک در دریابادی شده بود، خواندن سیرت نبی نعمانی که در آن چهره واقعی پیامبر را به تصویر کشیده بود، مایه سرسپردگی و علاقه‌مند شدن وی به پیامبر اکرم گردید. با مطالعه کتاب سیرت النبی چهره راستین و شمایل حقیقی آن سرور جلوی دیدگانش مجسم شد. با دیدن آن اوصاف کریمانه و سیمای درخشان، خود را در برابر انسانی ارجمند، وارسته، مهربان، باعظمت و دوست داشتنی یافت که قلب و عقلش راهی جز تسلیم شدن در مقابل وی نمی‌دید. پس از این جریان در به روی همه کس بست، در خلوت و تنهایی به مطالعه مثنوی معنوی و مکتوبات مجدد الف ثانی مشغول شد. در نتیجه غبار شک از روی مغزش برداشته شد و گره‌های الحاد یکی پس از دیگری از روی دلش بازگشت. گاهی با سکوت اشک می‌ریخت و گاهی فریاد می‌کشید. تا اینکه شبی برخاست، وضو گرفت و پس از ده سال دوری از نماز، دو رکعت نماز گذارد. جهت ادای نماز صبح به مسجد رفت. از آن پس، جهت پیرایش درون به حلقه تربیتی اشرف علی تهانوی پیوست و زندگی علمی نوینی را از سر گرفت و در رد انحرافات فکری و فرهنگی، کتابهای علمی و ادبی پرارجی تألیف کرد. سرانجام، در سن ۸۴ سالگی در ۶ ژانویه ۱۹۷۷ میلادی درگذشت.

## دریابادی از نگاه علمای هم عصر
دریابادی ادیبی توانمند و دارای سبک، روزنامه‌نگاری بنام، نویسنده، فیلسوف و مفسری بزرگ بود. محمد تقی عثمانی می‌نویسد: عبدالماجد دریابادی مستقل از گروه‌های فکری مختلف، سالها در خدمت علم و ادب مشغول بود و هفته نامه ای به نام سچ (صدق) به راه انداخت. چون در تحقیقاتش هرگاه به نظری خاص دست می‌یافت در اظهار آن؛ به خود تردید راه نمی‌داد. محمد رابع ندوی می‌نویسد: روزگاری دانشجوی فلسفه بود، در علم اخلاق و مسائل اجتماعی نیز در حد گسترده به مطالعه پرداخت. تا جایی رسید که علوم فلسفی، تئوریهای اخلاقی و نظریات محققان مسائل اجتماعی را به چالش کشید. بسیاری از آرا و دیدگاه‌ها را نقد علمی کرد. کاستی‌ها و سستی‌های برخی اصول فلسفی، اخلاقی و اجتماعی خداوندان این علوم را آشکار نمود؛ بنابراین از مخالفت احدی هر چند در این مباحث سرآمد باشد، باک نداشت. سید محمد یوسف بنوری اظهار می‌دارد: دریابادی فردی اندیشمند، انسانی آگاه و برخوردار از فکری فلسفی بود. به گمانم از شصت سال پایان زندگی اش یکدم هم بیهوده تلف نشد و پس از حکیم الامت، تهانوی نخستین شخصیتی بود که با دقت تمام به کارهای علمی و پژوهشی می‌پرداخت. شیوه نگارش وی به زبان اردو خود دارای سبکی خاص بود و بدین جهت در رده نویسندگان بنام هند جای دارد. نویسنده بزرگ و صاحب سبک ابوالحسن علی ندوی، سبک نگارش و ذوق ادبی دریابادی را در سطحی بلند، منحصر به فرد، گیرا و روان ارزیابی می‌کند. وی دریابادی را بانی و خاتم سبک خویش برمی‌شمارد.